# Ridgewood Open
Il Ridgewood Open è stato un torneo femminile di tennis giocato dal 1983. Si è disputato a Ridgewood negli USA su campi in sintetico indoor.

## Albo d'oro

### Singolare
| Anno | Campionessa    | Finalista     | Punteggio |
| ---- | -------------- | ------------- | --------- |
| 1983 | Alycia Moulton | Catrin Jexell | 6–4, 6–2  |

### Doppio
| Anno | Campionesse                      | Finaliste                    | Punteggio     |
| ---- | -------------------------------- | ---------------------------- | ------------- |
| 1983 | Beverly Mould / Elizabeth Sayers | Rosalyn Fairbank / Susan Leo | 7–6, 4–6, 7–5 |